# Stânca Mîgla
Stânca Mîgla este un monument al naturii de tip geologic sau paleontologic în raionul Orhei, Republica Moldova. Este amplasat la 0,5 km nord-vest de satul Piatra, pe malul stâng al râului Răut. Are o suprafață de 3 ha. Obiectul este administrat de Primăria satului Pohorniceni.

## Descriere

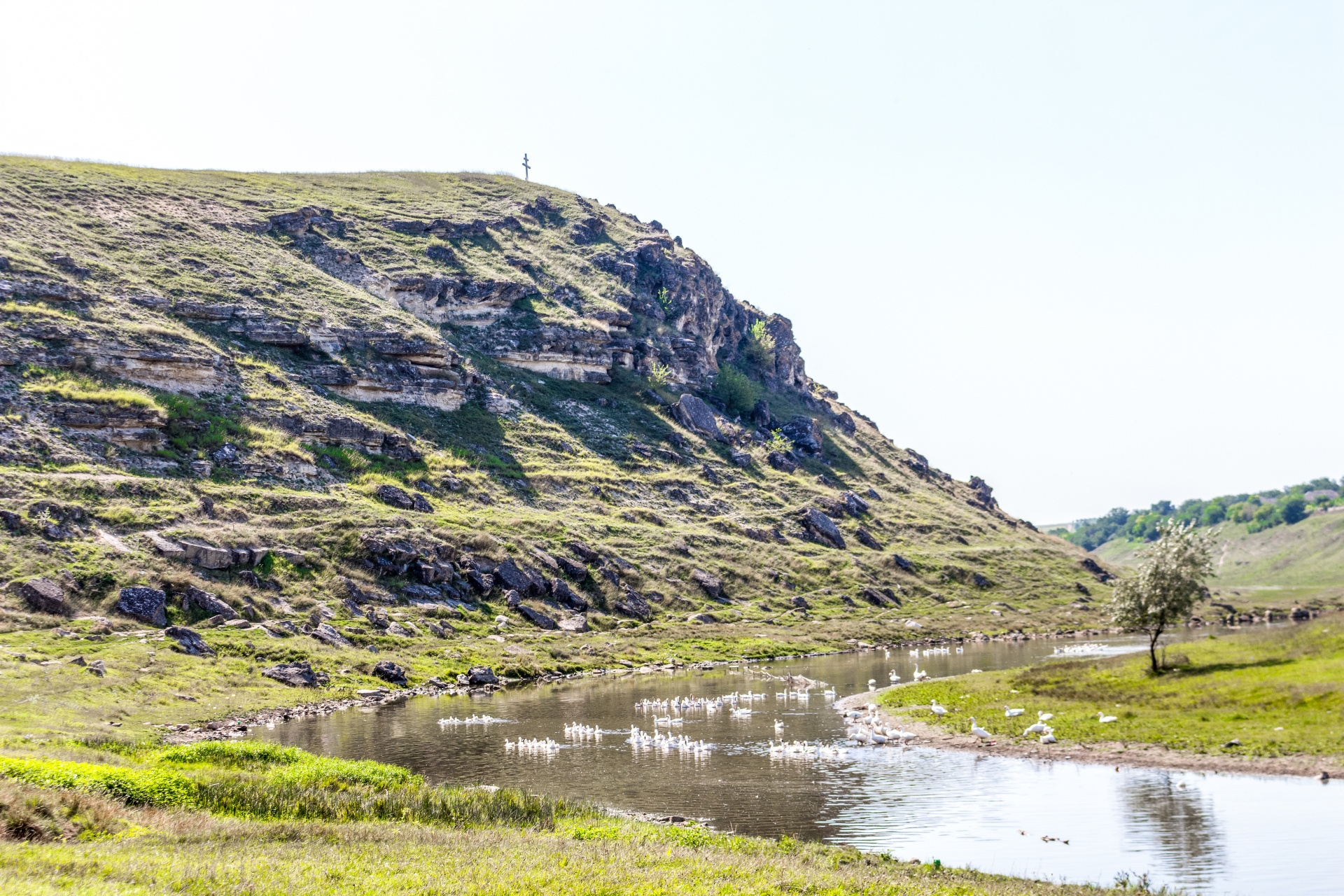
Un versant al stâncii

Stânca este o formațiune geologică recifală organogenă. La bază se găsesc calcare oolito-foraminiferice de vârstă volhiniană, cu resturi scheletice de foraminifere din familia Peneroplidae, fragmente de cochilii de Dissita, de moluște bivalve Ervilia dissita și de gastropode ca Mohrensternia sarmatica, Ocinebrina subvalva ș.a. Deasupra, în succesiunea stratigrafică urmează calcare organogene de vârstă basarabiană. Și mai sus se găsește un strat de argile basarabiene cu grosimea de până la 2 m, în care au fost descoperite cochilii de moluște precum Macra fabzeana, Cartium fittoni etc.
La aproximativ 30 de metri deasupra nivelului Răutului se află o peșteră cu urme ale omului preistoric.

## Statut de protecție
Obiectivul a fost luat sub protecția statului prin Hotărîrea Sovietului de Miniștri al RSSM din 8 ianuarie 1975 nr. 5, iar statutul de protecție a fost reconfirmat prin Legea nr. 1538 din 25 februarie 1998 privind fondul ariilor naturale protejate de stat. Deținătorul funciar al monumentului natural era, la momentul publicării Legii din 1998, Primăria satului Piatra, dar între timp acesta a trecut la balanța Primăriei satului Pohorniceni.
Este un afloriment de reper al formațiunilor de calcar organogen sarmațian din zona central-estică a Republicii Moldova. Are valoare instructivă și ecoturistică. În 1971, stânca a fost vizitată, într-o excursie, de participanții Colocviului al XII-lea European de Micropaleontologie.
Conform situației din anul 2016, nu era instalat niciun panou informativ și nu era delimitat teritoriul ariei protejate.